# 約翰·勞倫奈提斯
約翰·勞倫奈提斯（英語：John Laurinaitis，1962年7月31日—）為美國費城出身，曾參與NWA、全日本摔角、世界摔角娛樂等聯盟的職業摔角手，貝拉雙嬌的父亲。
他所較廣為人知的擂臺名稱為「強尼·艾斯」（英語：Johnny Ace），並同時為摔角動作中「切擊」（Cutter）類型招式的創始者。

## 摔角經歷

### CWF/NWA時期
約翰·勞倫奈提斯在職業摔角界首次登場是在1986年的加洲冠軍摔角（CWF、Championship Wrestling from Florida）上，當時採用的擂台名稱即為「強尼·艾斯」。在CWF比賽期間，約翰多以與他的弟弟馬庫斯·勞倫奈提斯（Marcus Laurinaitis）組成名為「毀滅者」（The Terminator）的雙打組合參賽。
後續約翰轉戰NWA，與另一摔角手蕭恩·道格拉斯（Shane Douglas）組成名為「美花男」（The Dynamic Dudes）、外形風格較花俏的雙打組合。

### 全日本時期
1988年約翰·勞倫奈提斯遠至日本，加入了全日本摔角聯盟。加入全日本摔角後的約翰成為長期駐留在聯盟的知名外籍代表選手之一，並多次與小橋健太、「死亡醫生」史提夫·威廉斯等人對抗或是組成雙打團體。而在全日本的約翰仍沿用先前的「強尼·艾斯」作為擂台名。
約翰在全日本曾在與小橋健太搭檔時獲得全日本亞洲雙打冠軍和全日本世界雙打冠軍，也曾挑戰全日本三冠重量級頭銜，其重要戰績如下：
- 1991年1月2日，於後樂園會場贏得新年特辦的重量級Battle Royal比賽。
- 1996年9月5日，和史提夫·威廉斯搭檔挑戰第29代世界雙打冠軍三澤光晴、秋山準組，挑戰成功，成為第30代世界雙打冠軍。
- 1997年5月27日，和小橋健太搭檔挑戰第31代世界雙打冠軍川田利明，田上明組，挑戰成功，成為第32代世界雙打冠軍。
- 1998年2月28日，挑戰第17代三冠王者三澤光晴，是生涯唯一一次挑戰三冠王座，挑戰失敗。
- 1999年6月9日，和巴特·剛恩搭檔挑戰第36代世界雙打冠軍小橋健太、秋山準組，挑戰成功，成為第37代世界雙打冠軍。

2000年全日本與NOAH分裂事件發生後，約翰從全日本摔角引退，此期間在全日本摔角的表現曾讓他在摔角雜誌《Pro Wrestling Illustrated》上被評選為1997年中全世界前500大摔角手的第77名，另1996年6月7日他與「死亡醫生」史提夫·威廉斯搭檔和三澤光晴與秋山準舉行的世界雙打冠軍賽則被列為該年度最佳比賽。

### WCW時期
自全日本引退後，同年約翰·勞倫奈提斯選擇到WCW聯盟下工作，並接替了當時為WCW節目編寫劇本的文斯·廬索（Vince Russo）事務。
先前約翰·勞倫奈提斯初到全日本摔角的日子中，也曾在空檔期間回到美國參加WCW比賽，當時他在WCW以選手身份登場打的最後一場比賽是1990年5月19日對上「卑劣者馬克」（Mean Mark Callous，WWE選手送葬者的早期擂台名）賽事。

### WWE時期
2001年3月因WCW被事業對手WWE所收購，之後約翰·勞倫奈提斯被安排負責策劃WWE比賽、節目劇情內容。
之後於2004年，約翰從吉姆·羅斯手上接任WWE人事關係事務副總裁位子，並隨後在2007、2009年陸續被提拔為高級副總裁、執行副總裁職位。
在WWE幕後工作數年後，約翰也開始被安排在節目上演出，而他在節目上的角色多定位為個性險惡的臨時經理代理人。而2011年10月10日播出的《RAW》裡頭，節目上則安排讓約翰成為WWE老闆文斯·麥馬漢欽點的《RAW》新經理，
後續則陸緒推出一連串讓約翰以反派之姿、來對抗另一WWE節目《SMACKDOWN!》經理泰迪·隆，或是干涉重要比賽等其它劇情路線。此期間也以「這是人民的權力」（People Power）作為節目中約翰個人代表的招牌口號及噱頭。
2012年6月17日WWE舉辦的PPV大賽《No Way Out》中，約翰·勞倫奈提斯輸給了與約翰·希南的一對一比賽後，暫時退出節目上的演出，以重回幕後規劃節目劇情走向事務為主。

## 擂台相關資料

### 使用招式
終結技
- 艾斯粉碎技（Ace Crusher）[1]

為背向對手，之後雙手前臂緊扣對手的脖子時、使盡力道將對方整個人往下拉向地面痛砸的招式。
後續以此技為基礎衍生的招式有WCW的鑽石·達拉斯·佩吉的「鑽石切擊」（Diamond Cutter）、新日本摔角選手小島聰的「小島切擊」（コジマ·カッター）或WWE蘭迪·歐頓的「RKO」等。
而約翰·勞倫奈提斯另一招式「艾斯粉碎技II式」（Ace Crusher II）則是改成對手在彎腰狀態下時，一手抓住對方、再將大腿高舉放在對手的脖子後，用大腿的力道將對方壓向地面撞擊。
其它代表招式
- 跳躍踢擊
- DDT
- 炸彈摔壓制
- 眼鏡蛇勒頸式後拋摔
- 月面宙返後空翻

### 頭銜
全日本摔角時期
- 4次全日本世界雙打冠軍，第30代搭檔為史提夫·威廉斯，第32、34代搭檔為小橋健太，第37代搭檔為巴特·剛恩。[6]
- 2次全日本亞洲雙打冠軍(第53、56代，搭檔均為小橋健太)[7]

FCW時期
- 2次FCW雙打冠軍[8]

其它
- 1次ICWA佛羅里達重量級冠軍
- 1次OWF重量級冠軍

### 入場曲
全日本摔角時期
- 《Kickstart My Heart》（由克魯小丑樂團演唱的歌曲）[9]

WWE時期
- 《Fanfare to the Rule》[10]

## 關係者
- 約瑟夫·亞羅·勞倫奈提斯（Joseph Aaron Laurinaitis）：約翰·勞倫奈提斯的大哥，是摔角團體「公路戰士」（Road Warriors）的成員「野獸」（Animal）。
- 詹姆士·勞倫奈提斯（James Laurinaitis）：勞倫奈提斯大哥的兒子，美式足球聯盟NFL球隊聖路易斯公羊的後衛。
- 馬庫斯·勞倫奈提斯（Marcus Laurinaitis）：約翰·勞倫奈提斯的弟弟，與他一同在CWF期間成為摔角雙打組合。

## 外部連結
- WWE官方的約翰·勞倫奈提斯資料 （页面存档备份，存于）
- 約翰·勞倫奈提斯在互联网电影资料库（IMDb）上的資料（英文）